# Seznam estonskih diplomatov
Seznam estonskih diplomatov.

## J
- Ernst Jaakson (1905-1998)

## K
- Nikolai Köstner (1889-1959)

## M
- Linnart Mäll (1938-2010)

## P
- Ants Piip (1884-1942)
- Jaan Poska (1866-1920)

## V
- Vaino Väljas (1931-2024)

## W
- Aleksander Warma (1890-1970)